# Limes Arabicus

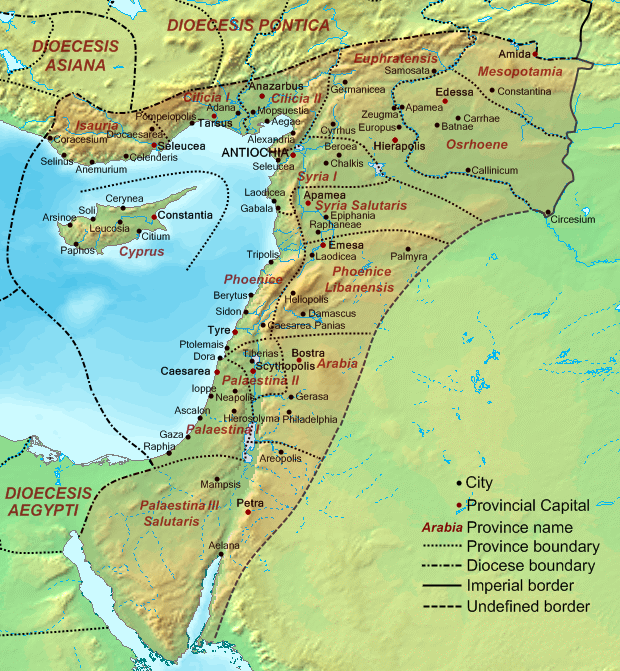
Diocèse d'Orient vers 400.

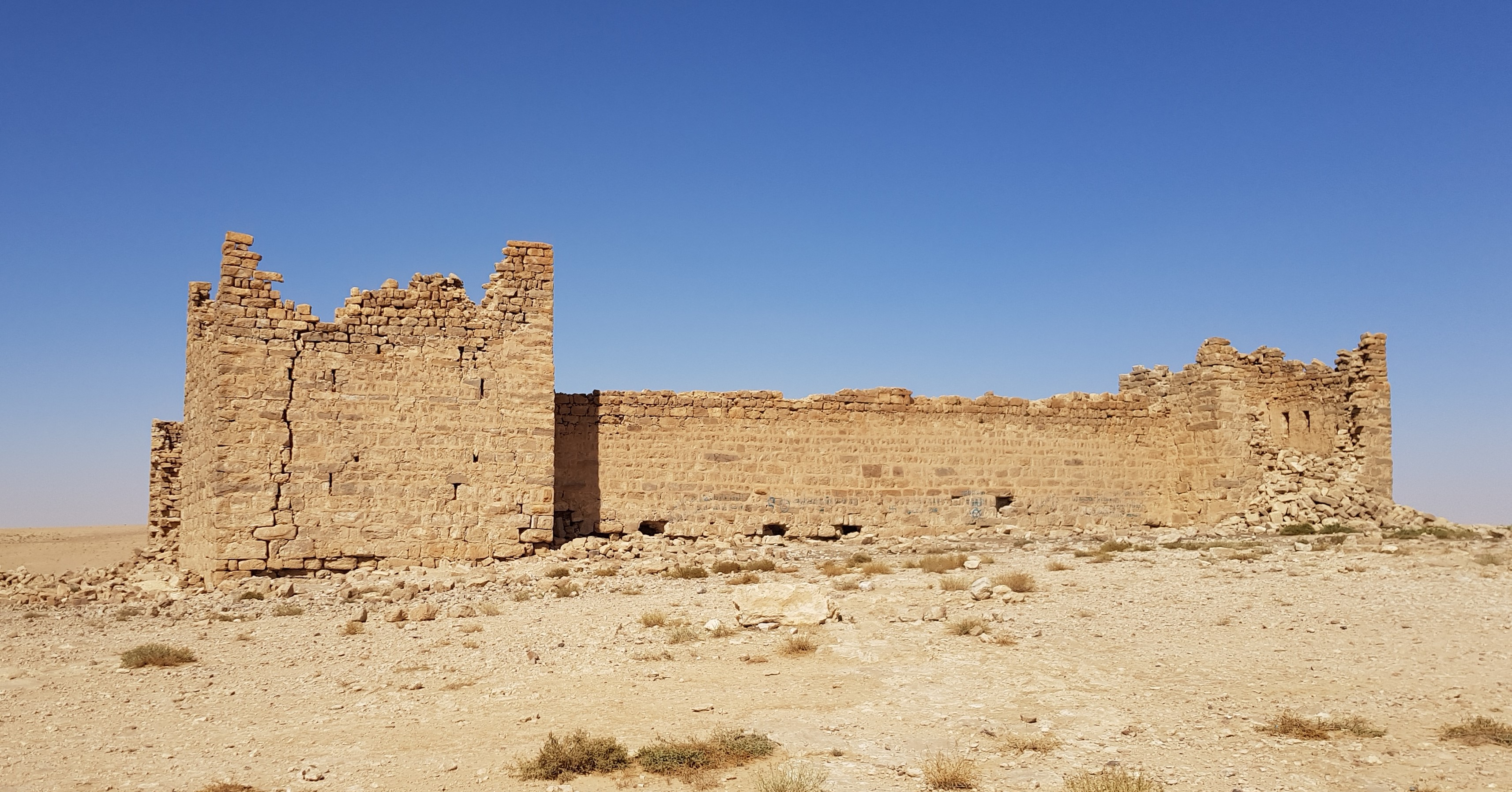
Qasr Bshir, fort fondé sous Dioclétien sur la partie extérieure du Limes Arabicus romain tardif dans l'actuelle Jordanie.

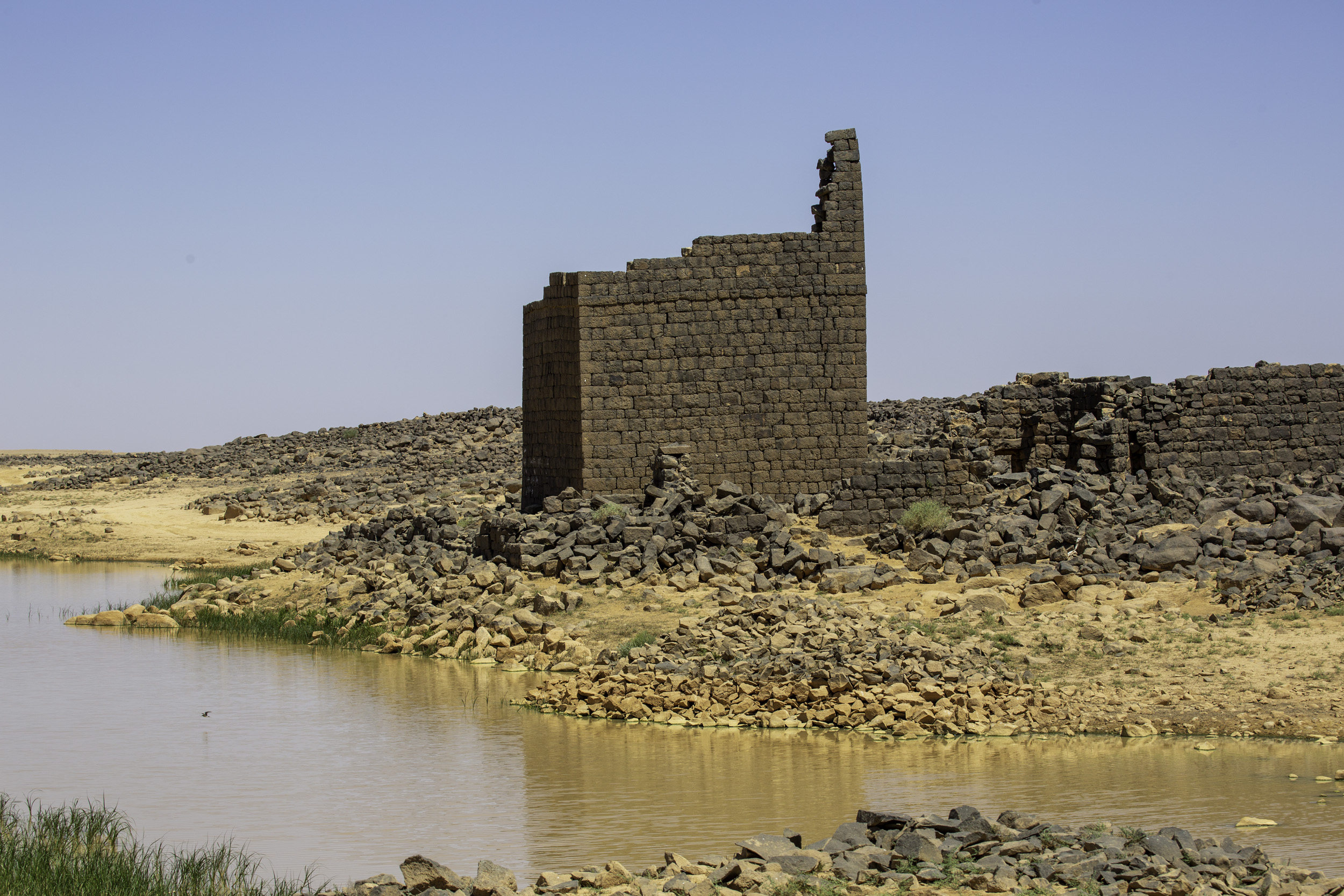
Ruines de (Jordanie).

Proche-Orient vers 500.

Le Limes Arabicus est une frontière et un système défensif de l'Empire romain (limes) protégeant la province de l'Arabie Pétrée (Arabia Petraea) des incursions des tribus nomades et de l'armée perse, et constituant la partie méridionale du Limes Orientalis,. Le Limes Arabicus s'étend sur environ 1500 km, de l'Euphrate au nord de la Syrie à Ayla au sud, sur la mer Rouge. Un ensemble de forts et de tours de guet ont été construits le long de cette frontière.

## Histoire
Le Limes Arabicus vise à protéger la province romaine d'Arabie (Arabia Petraea) des attaques des tribus du désert d'Arabie et des incursions de l'armée perse. Il est mis en place après la conquête romaine du royaume nabatéen en 106 et servira durant près de cinq siècles.
L'empereur Trajan, à l'abri de ce dispositif défensif, construit une route majeure, la Via Nova Traiana, qui relie Bostra (Bosra) à Ayla (Aqaba) sur la mer Rouge, soit près de 400 km, entre 111 et 114, pour assurer le transport efficace des marchandises et les mouvements des troupes et des responsables gouvernementaux. Elle est achevée sous l'empereur Hadrien.
Une partie des forts sont construits durant le IIe siècle, souvent sur d'anciens sites de défense nabatéens.
Durant la dynastie des Sévères (193-235), les Romains réparent et améliorent les routes, et construisent plusieurs forts, à l'extrémité nord-ouest de l'oued Sirhan, dont la forteresse de Humeima, devenu Qasr al-Azraq[réf. nécessaire], sur la Via Nova Traiana, entre Pétra (44 km au nord) et Ayla (55 km au sud) dans le Hisma, désert du sud de la Jordanie. La forteresse de Humeima (Humayma, Hauarra, Auarra) est construite à l'extrémité nord d'une importante communauté nabatéenne, romaine et byzantine. Elle a probablement été abandonnée au IVe siècle. Elle occupe environ trois hectares, est de forme rectangulaire, avec quatre portes, une au milieu de chaque mur, et quatre tours d'angle. Elle pourrait avoir abrité une unité auxiliaire standard de 500 hommes.
De nouvelles fortifications sont édifiées aux IIIe et IVe siècles après les guerres avec la Perse sassanide et la signature de la paix de Nisibe (297). La Strata Diocletiana, dans la partie nord du limes Arabica, est construite sous le règne de l'empereur Dioclétien. Ses principales places fortes sont Sura, Oresa et Palmyre.
Vers 300, Dioclétien découpe à nouveau l'ancienne province d'Arabie, en transférant la région sud à la province de Palestine, qui devient ensuite une province distincte, Palaestina Tertia. Chaque province est administrée par un gouverneur romain (praeses) avec l'autorité civile et un dux avec l'autorité militaire.
Dioclétien engage un important renforcement des infrastructures militaires dans la région, avec la construction d'un certain nombre de forts (castella), de miradors et de forteresses le long de la frange du désert à l'est de la Via Nova Traiana. L'ensemble de ces installations militaires prend le nom de Limes Arabicus, « frontière d'Arabie ». Cette ligne de défense est élargie du sud de Damas à Wadi al-Hasa. La région du Wadi Mujib au Wadi al-Hasa est gardée par quatre castella et un camp de légionnaires.
La zone frontalière au sud de Wadi al-Hasa est nommée Limes Palaestina, elle s'étend jusqu'à la mer Rouge à Ayla (Aqaba), et comporte dix castella et un camp de légionnaires, identifiés.
La ligne de protection et de contrôle se compose principalement d'un fort tous les 100 km : au sud, la forteresse légionnaire d'Augustopolis (actuellement Udhruh (en)), à l'est de Pétra, similaire à celle de Betthorus (actuellement Lejjun), en superficie (12 hectares) et en organisation, a abrité la Legio IIII Martia. Alistair Killick et Samuel Thomas Parker, qui ont fouillé le site, ont des avis divergents concernant les datations.
Un camp légionnaire semble avoir existé à Ayla (Aqaba), fouillé par Parker depuis 1994. La ville, située à l'extrémité nord du golfe d'Aqaba, a été et est un centre du trafic maritime. Plusieurs voies terrestres s'y coupent. La Legio X Fretensis, à l'origine stationnée à Jérusalem, y a été transférée, pour protéger le terminus de la Via Nova Traiana. Des éléments de construction ont été identifiés, mais restent mal datés.
Dans la première moitié du VIe siècle, les troupes ont été progressivement retirées du Limes Arabicus, et remplacées par des soldats locaux, natifs, arabes, foederati, christianisés, principalement les Ghassanides.
Après la conquête arabe, le Limes Arabicus a été globalement laissé à l'abandon. Certaines fortifications ont été utilisées et renforcées, avec des objectifs différents, dans les siècles suivants.

## Études archéologiques
De 1980 à 1989, l'archéologue américain Samuel Thomas Parker dirige le Central Limes Arabicus Project qui a pour mission l'étude de la partie centrale du limes dans la province d'Arabie, depuis sa constitution par une série de constructions militaires vers 300, jusqu'à son abandon deux siècles plus tard. Les campagnes de fouilles se localisent sur le plateau de Moab (Jordanie) qui domine la vallée du Jourdain et la mer Morte, et portent principalement sur la grande forteresse légionnaire de Betthorus (moderne Lejjun) et ses environs.

## Forts

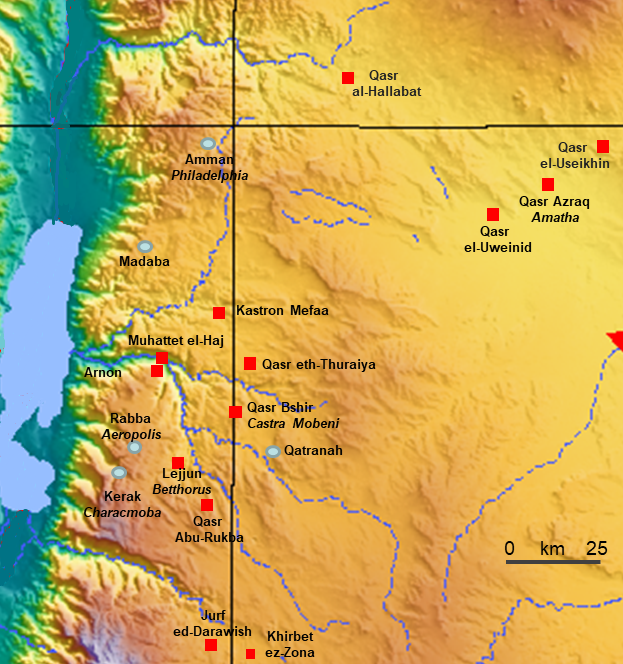
Carte du limes Arabicus en Jordanie, partie centrale du dispositif militaire

- Qasr al-Azraq, Qasr el-Uweinid (de), Qasr el-Useikhin (de)
- Qasr al Hallabat
- Qasr Burqu' (en)
- Qasr Bshir et la tour de guet voisine de Qasr Abu el-Kharaq (de)
- Betthorus (El-Lejjun), près de Al-Karak ; Khirbet el-Fityan (de)
- Muhattet el-Haj haut et bas
- Qasr al-Qatraneh (en) donné comme fondation arabe, malgré des travaux romains de captage des eaux.
- Qasr eth-Thuraiya (de)